# Цероваць-Вукманицький
45°25′ пн. ш. 15°36′ сх. д. / 45.42° пн. ш. 15.60° сх. д.
Цероваць-Вукманицький (хорв. Cerovac Vukmanićki) — населений пункт у Хорватії, в Карловацькій жупанії у складі міста Карловаць.

## Населення
Населення за даними перепису 2011 року становило 902 осіб.
Динаміка чисельності населення поселення: